# Victor Mature

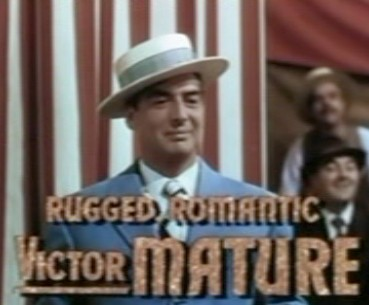

Victor Mature (n. 29 ianuarie 1913 – d. 4 august 1999) a fost un actor american de film.

## Filmografie
| An   | Titlu                                    | Rol                              | Studio                                                | Note                                   |
| ---- | ---------------------------------------- | -------------------------------- | ----------------------------------------------------- | -------------------------------------- |
| 1939 | The Housekeeper's Daughter               | Lefty                            | Hal Roach Studios                                     | Film de debut                          |
| 1940 | One Million B.C.                         | Tumak                            | Hal Roach Studios                                     | Titlu alternativ: Cave Man             |
| 1940 | Captain Caution                          | Dan Marvin                       | Hal Roach Studios                                     |                                        |
| 1940 | No, No, Nanette                          | William Trainor                  | RKO Studios                                           | Primul film musical                    |
| 1941 | I Wake Up Screaming                      | Frankie Christopher (Botticelli) | 20th Century Fox                                      | Titlu alternativ: Hot Spot             |
| 1941 | The Shanghai Gesture                     | Doctor Omar                      | United Artists                                        |                                        |
| 1942 | My Gal Sal                               | Paul Dresser                     | 20th Century Fox                                      |                                        |
| 1942 | Seven Days' Leave                        | Johnny Grey                      | RKO                                                   |                                        |
| 1942 | Song of the Islands                      | Jeff Harper                      | 20th Century Fox                                      |                                        |
| 1942 | Footlight Serenade                       | Tommy Lundy                      | 20th Century Fox                                      |                                        |
| 1943 | Show Business at War                     | El însuși                        |                                                       | Scurt                                  |
| 1946 | My Darling Clementine                    | Doc Holliday                     | 20th Century Fox                                      | Primul Western; regia John Ford        |
| 1947 | Moss Rose                                | Michael Drego                    | 20th Century Fox                                      |                                        |
| 1947 | Kiss of Death                            | Nick Bianco                      | 20th Century Fox                                      | Primul film noir                       |
| 1948 | Cry of the City                          | Lt. Candella                     | 20th Century Fox                                      |                                        |
| 1948 | Fury at Furnace Creek                    | Cash Blackwell/Tex Cameron       | 20th Century Fox                                      | Western                                |
| 1949 | Red, Hot and Blue                        | Danny James                      | Paramount                                             |                                        |
| 1949 | Easy Living                              | Pete Wilson                      | RKO                                                   |                                        |
| 1949 | Samson and Delilah                       | Samson                           | Paramount                                             |                                        |
| 1950 | Wabash Avenue                            | Andy Clark                       | 20th Century Fox                                      |                                        |
| 1950 | Stella                                   | Jeff DeMarco                     |                                                       |                                        |
| 1950 | Gambling House                           | Marc Fury                        | RKO                                                   |                                        |
| 1952 | The Las Vegas Story                      | Lt. Dave Andrews                 | RKO                                                   |                                        |
| 1952 | Something for the Birds                  | Steve Bennett                    | 20th Century Fox                                      |                                        |
| 1952 | Million Dollar Mermaid                   | James Sullivan                   | MGM                                                   |                                        |
| 1952 | Androcles and the Lion                   | Captain                          | RKO                                                   |                                        |
| 1953 | The Glory Brigade                        | Lt. Sam Pryor                    |                                                       |                                        |
| 1953 | Affair with a Stranger                   | Bill Blakeley                    | RKO                                                   |                                        |
| 1953 | The Robe                                 | Demetrius                        | 20th Century Fox                                      | Primul movie în CinemaScope            |
| 1954 | The Veils of Bagdad                      | Antar                            | Universal                                             |                                        |
| 1954 | Dangerous Mission                        | Matt Hallett                     | RKO                                                   | Titlu alternativ: Rangers of the North |
| 1954 | Demetrius and the Gladiators             | Demetrius                        | 20th Century Fox                                      | Continuare la The Robe                 |
| 1954 | The Egyptian                             | Horemheb                         | 20th Century Fox                                      |                                        |
| 1954 | Betrayed                                 | "The Scarf"                      | MGM                                                   | Primul film la MGM                     |
| 1955 | Chief Crazy Horse                        | Chief Crazy Horse                | Universal                                             |                                        |
| 1955 | The Last Frontier                        | Jed Cooper                       |                                                       |                                        |
| 1955 | Violent Saturday                         | Shelley Martin                   | 20th Century Fox                                      |                                        |
| 1956 | Zarak                                    | Zarak Khan                       | Warwick Films                                         | Primul film pentru Warwick Films       |
| 1956 | Safari                                   | Ken Duffield                     | Warwick Films                                         |                                        |
| 1956 | The Sharkfighters                        | Lt. Commander Ben Staves         | United Artists                                        |                                        |
| 1957 | Interpol                                 | Charles Sturgis                  | Warwick Films                                         | Titlu alternativ: Pickup Alley         |
| 1957 | The Long Haul                            | Harry Miller                     |                                                       |                                        |
| 1958 | China Doll                               | Captain Cliff Brandon            | Produs pentru Romina Productions, compania lui Mature |                                        |
| 1958 | No Time to Die                           | Sgt. David H. Thatcher           | Titlu alternativ: Tank Force                          | Warwick Films                          |
| 1958 | Escort West                              | Ben Lassiter                     | Produs pentru Romina Productions, compania lui Mature |                                        |
| 1959 | The Big Circus                           | Henry Jasper "Hank" Whirling     | Allied Artists                                        |                                        |
| 1959 | Timbuktu                                 | Mike Conway                      |                                                       |                                        |
| 1959 | Hannibal                                 | Hannibal                         | Titlu alternativ: Annibale                            |                                        |
| 1959 | The Bandit of Zhobe                      | Kasim Khan                       | Ultimul film pentru Warwick Films                     |                                        |
| 1962 | The Tartars                              | Oleg                             | MGM                                                   |                                        |
| 1966 | After the Fox                            | Tony Powell                      |                                                       |                                        |
| 1968 | Head                                     | The Big Victor                   |                                                       |                                        |
| 1972 | Every Little Crook and Nanny             | Carmine Ganucci                  | MGM                                                   |                                        |
| 1976 | Won Ton Ton, the Dog Who Saved Hollywood | Nick                             | Paramount                                             | cameo                                  |
| 1979 | Firepower                                | Harold Everett                   |                                                       | cameo la finalul filmului              |